# انگلیسی ویژه
انگلیسی ویژه (به انگلیسی: Special English) یک نسخه کنترل‌شده از زبان انگلیسی است که برای نخستین بار در ۱۹ اکتبر ۱۹۵۹ به کار رفت و هنوز هم به شکل روزانه توسط سرویس سخن‌پراکنی ایالات متحده، صدای آمریکا (VOA) استفاده می‌شود. اخبار جهان و دیگر برنامه‌ها یک سوم آهسته‌تر از صدای VOA انگلیسی خوانده می‌شوند. گزارشگران از اصطلاحاتِ عامیانه استفاده نمی‌کنند و از ۱۵۰۰ واژه بنیادین استفاده می‌کنند، به اضافه هر واژه‌ای که برای توضیح یک داستان لازم است.